# Survivors Zero
Survivors Zero ist eine finnische Death-Metal-Band aus Helsinki, die im Jahr 2006 gegründet wurde.

## Geschichte
Im Jahr 2006 entschloss sich Sami Jämsén, bis zu diesem Zeitpunkt im Studio Perkele (Deathchain, Barathrum) als Produzent tätig, die Band Survivors Zero zu gründen, wobei er in dieser den Posten des Gitarristen einnahm. Im Jahr 2007 kam Tommi „Rotten“ Virranta (ex-Deathchain) als Sänger zur Band. Kurze Zeit später kam Bassist Tapio Wilska (ex-Finntroll) zur Band, dem darauf Gitarrist J-V Hintikka (ex-Machine Men) folgte. Reima Kellokoski (Impaled Nazarene) übernahm das Schlagzeug.
Im Jahr 2008 begab sich die Band ins Jive Studio in Helsinki, um das Schlagzeug für das erste Demo namens Extinction unter der Leitung von Jukka Varmo aufzunehmen. Ein paar Wochen später wurden die Aufnahmen im Studio Perkele beendet. Das Demo wurde im Black Lounge Studio in Schweden unter der Leitung von Jonas Kjellgren abgemischt. Im  Oktober 2008 wurde J-V Hintikka durch Jani Luttinen ersetzt. Gegen Ende des Jahres erreichte die Band einen Vertrag mit Cobra Records und nahmen ihr Debütalbum unter der Leitung von Jonas Kjellgren auf. Das Album CMXCIX wurde im Februar und März 2009 in den finnischen Seawolf Studios aufgenommen. Abgemischt wurde es von Kjellgren im Black Lounge Studio, gemastert von Pelle Henricsson von Tonteknik Recording, Schweden.
Die Single Reclaim My Heritage erreichte Platz 14 der finnischen Charts, das Album selbst erreichte Platz 28 in den Albumcharts. Nach der Veröffentlichung folgte eine Tour durch Finnland zusammen mit Sotajumala und Deathchain. Am Ende der Tour verließ Reima Kellokoski die Band und wurde durch Seppo Tarvainen ersetzt. Im Januar und Februar 2012 folgte eine Tour mit Hypocrisy durch Europa, der im April eine Tour durch Nordamerika mit Finntroll, Swallow the Sun und Moonsorrow folgte.

## Stil
Die Band spielt traditionellen Death Metal, wobei die anspruchsvollen Gitarren-Soli charakteristisch sind.

## Diskografie
- 2008: Extinction (Demo, Eigenveröffentlichung)
- 2009: Reclaim My Heritage (Single, Cobra Records)
- 2009: CMXCIX (Album, Cobra Records)
- 2010: Slaughter At Lutakko (Split-DVD mit Sotajumala, Cobra Records)